# 西柵丹村
西柵丹村（日语：／ Nishisakutan mura */?）是日本統治下的樺太廳的已不存在的一村。
「柵丹」來源於阿伊努語的「sak-kotan」（夏天的村莊）。